# Atashin’chi
Atashin’chi (jap. あたしンち Atashinchi) – anime oraz manga, opowiadająca o losach rodziny Tachibana.

## Manga
Pierwszy tom został wydany w czerwcu 1994 roku. Jest ona wydawana do dziś. Manga składa się z 14 tomów. Jej twórcą jest Eiko Kera.

## Anime
Premiera anime odbyła się 19 kwietnia 2002 roku. Serial doczekał się ponad 200 odcinków. Jest emitowany w TV Asahi.

## Filmy
W 2003 roku anime doczekało się pierwszego filmu pełnometrażowego.